# Manfred Wuttich
Manfred Wuttich (* 26. Januar 1941 in Frankfurt (Oder); † 1. August 2018 in Braunschweig) war ein deutscher Fußballspieler. Der Stürmer absolvierte zwischen 1963 und 1965 in der Bundesliga für Eintracht Braunschweig 24 Spiele und erzielte dabei zwölf Tore.

## Karriere
Manfred Wuttich begann mit dem Fußballspielen beim SV Groß-Winnigstedt im Landkreis Wolfenbüttel. Von dort wechselte er 1961 in die Amateurmannschaft von Eintracht Braunschweig. Vor der letzten Saison der alten erstklassigen Oberliga Nord, 1962/63, wurde er gemeinsam mit Ernst Saalfrank in den Vertragsspielerkader der Blau-Gelben aufgenommen. Es ging für Braunschweig um den dritten Platz im Norden, da zur Saison 1963/64 die neue Fußball-Bundesliga eingeführt wurde und für die Oberliga Nord drei Plätze vorgesehen waren. Noch vor dem Rundenstart kam er im DFB-Pokal am 28. Juli 1962 beim Auswärtsspiel gegen den 1. FC Saarbrücken erstmals in der Ligaelf der Eintracht zum Einsatz.
Am 19. August 1962 debütierte der zweikampf- und abschlussstarke Angreifer unter Trainer Hans-Georg Vogel beim 1:0-Sieg im Auswärtsspiel gegen den VfB Lübeck im damaligen WM-System auf Rechtsaußen, in der Oberliga Nord. In der Saison 1962/63 absolvierte Wuttich 27 Spiele und erzielte 14 Tore. Als zweifacher Torschütze zeichnete er sich bei den Spielen gegen Hildesheim (3:1), Bergedorf 85 (3:0) und Holstein Kiel (5:1) aus. Als die Eintracht nach dem 3:1-Sieg am 3. Februar 1963 gegen SV Arminia Hannover erstmals den dritten Rang erobert hatte, hatte er auf Rechtsaußen einen Treffer beigesteuert. Durch das Verbleiben auf diesem Rang bis zum Schlusstag qualifizierte sich die Eintracht für die zur Saison 1963/64 eingeführte Fußball-Bundesliga. Unvergessen ist das Tor, das er am 10. Februar 1963 beim Hauptkonkurrenten um die Bundesligaqualifikation Hannover 96 erzielte, als er eine Vorlage von Klaus Gerwien aus kurzer Distanz im Netz unterbringen konnte. Ohne diesen Treffer im Schlüsselspiel um den dritten Platz hätte Eintracht die Bundesliga-Aufnahme wohl nicht geschafft. Im Angriff waren neben Wuttich und Gerwien noch die Spieler Helmut Hosung, Jürgen Moll, Klaus Blumenberg und Gerhard Schrader zum Einsatz gekommen.
In der Bundesliga übernahm Helmuth Johannsen das Traineramt bei den „Löwen“. Am sechsten Spieltag, dem 5. Oktober 1963, debütierte Wuttich beim Heimspiel gegen den FC Schalke 04 in der Bundesliga. Die „Königsblauen“ waren mit 9:1 Punkten in das Stadion an der Hamburger Straße angereist. Vor 32.000 Zuschauern erzielte Wuttich zwei Tore zum 4:3-Heimerfolg der Eintracht. Gerwien, Moll, Wuttich, Hosung und der Neuzugang Hans-Georg Dulz bildeten die Angriffsformation. Am folgenden Spieltag, dem 12. Oktober, führten wiederum zwei Wuttich-Treffer bei Hertha BSC zu einem 2:1-Erfolg von Braunschweig. In seiner ersten Bundesliga-Saison kam er auf 17 Einsätze, in denen er acht Tore erzielte. In der zweiten Bundesligasaison 1964/65 kam er aber nur noch in sieben Spielen zum Einsatz, wobei er vier Tore erzielte. Persönlich herausragend waren seine zwei Tore zum 2:0-Sieg am 7. November 1964 im Heimspiel gegen den Hamburger SV. Durch die drei Angriffsverstärkungen zu Rundenbeginn mit Dieter Krafczyk, Erich Maas und Lothar Ulsaß sowie wohl auch Verletzungen gehörte er nicht mehr der Stammbesetzung an und beendete im Sommer 1965 seine Aktivität bei Eintracht Braunschweig.
Es heißt, dass er Angebote vom HSV, Eintracht Frankfurt und dem VfB Stuttgart hatte, doch er schloss sich zur Saison 1965/66 dem VfL Wolfsburg in der Regionalliga Nord an, wo ihm gleichzeitig Karrierechancen beim Volkswagenwerk in Aussicht gestellt wurden.
In seiner ersten Saison 1965/66 belegte Wolfsburg unter Trainer Ludwig Lachner den achten Rang, und Wuttich hatte in 27 Einsätzen mit 20 Treffern seine Torgefährlichkeit unter Beweis gestellt. Zu seinem Debüt beim VfL in der damals zweitklassigen Regionalliga hatte er am 5. September 1965 beim 6:0-Heimerfolg gegen Bergedorf 85 vier Tore erzielt. Dies wiederholte er auch zum Start der Saison 1966/67. Wuttich erzielte am 14. August 1966 beim 6:2-Auswärtserfolg gegen den Bremer SV wiederum vier Tore. Unter Trainer Imre Farkaszinski erreichten die „Wölfe“ den vierten Rang. Verletzungen führten in seinem dritten Jahr bei Wolfsburg, 1967/68, zu mehreren Pausen, so dass der Angreifer lediglich elf Spiele mit drei Toren beim spannenden Kampf um den Einzug in die Bundesligaaufstiegsrunde absolvieren konnte.
Im Sommer 1968 beendete Manfred Wuttich nach insgesamt 61 Regionalligaeinsätzen mit 40 Toren seine Spielerlaufbahn beim VfL Wolfsburg. Sein letztes Regionalligaspiel hatte er am 28. Januar 1968 beim 1:0-Sieg im Heimspiel gegen Altona 93 an der Seite der Angriffskollegen Hans Klitzke, Wolf-Rüdiger Krause, Wilfried Kemmer und Fredi Rotermund bestritten.
Beruflich arbeitete der gelernte Industrie- und Außenhandelskaufmann seit seinem Wechsel zum VfL Wolfsburg beim Autohersteller Volkswagen AG und war später als Hauptabteilungsleiter des Allgemeinen Einkaufs fünf Jahre im brasilianischen São Paulo tätig. Wuttich starb am 31. Juli 2018 77-jährig nach einer langen Parkinson-Erkrankung.